# Deus Imenso
Deus Imenso é o terceiro disco da banda Vida Reluz lançado em 2000. Com a sonoridade caraterística do grupo, o CD é marcado por suas canções voltadas para a interioridade do ser. É o primeiro CD do Grupo que não conta com a participação direta de Walmir Alencar (que seguiu carreira solo), porém, o sucesso da faixa título do disco, além das canções: Quem é Filho de Deus, Confia em Mim, Simplesmente Amar, rendeu seu primeiro Disco de Ouro e vem rendendo muitos louros até o dias de hoje. Nesse CD a Banda Vida Reluz está com novos instrumentistas. As vocalistas Cidinha Moraes e Rosana de Pádua continuaram firmes, Elaine Cristina após breve período de afastamento retorna e participa também da gravação, além do Luiz Felipe que havia entrado na banda alguns meses antes da saída definitiva do Walmir Alencar.
Recebeu disco de ouro.

## Faixas
1. Já é tempo de amar (Marcos Penha) - Solo: Rosana de Pádua
2. Diante do Rei (Walmir Alencar) - Solo: Elaine Cristina
3. O Senhor está presente (Walmir Alencar) - Solo: Cidinha Moraes
4. Eis aí tua mãe (Walmir Alencar) - Solo: Elaine Cristina - Participação especial de Walmir Alencar.
5. Nossa força (Walmir Alencar)
6. Jóia rara (Felipe Souza) - Solo: Luiz Felipe
7. Deus imenso (Walmir Alencar/Fábio de Melo, scj.) - Solo: Elaine Cristina
8. Quem poderá (Walmir Alencar/Izaias) - Solo: Rosana de Pádua
9. Confia em mim (Cristina de Pádua Lorençoni) - Solo: Luiz Felipe
10. Terra de Santa Cruz (Walmir Alencar/Jorge Mongó) - Solo: Rosana de Pádua
11. Toque de Deus (Ronaldo Francisco) - Solo: Luiz Felipe
12. Quem é Filho de Deus (Walmir Alencar) - Solo: Elaine Cristina, Cidinha Moraes, Luiz Felipe e Rosana de Pádua

## Ficha técnica
- Produção fonográfica: Paulinas-COMEP
- Coordenação de produção: Elsa Berta
- Produção Musical: Pe. Joãozinho, scj
- Produção executiva: Verônica Firmino e Banda Vida Reluz
- Arranjos vocais: Walmir Alencar
- Arranjos instrumentais: Grupo Vida Reluz
- Teclados e piano acústico: Mauricio Carvalho
- Bateria/Percussão: R. Júnior
- Guitarra: Marcelo Berthoud
- Violão: Alexandre Saes
- Baixo: Marcos Moreira e Everton Oliveira
- Saxofone/Flauta: Marquinho
- Coro Vida Reluz: Cidinha Moraes, Elaine Cristina, Rosana de Pádua e Luiz Felipe